# Grand Prix Internacional Costa Azul 2005
Il Grand Prix Internacional Costa Azul 2005, prima edizione della corsa, valevole come prova del circuito UCI Europe Tour 2005 categoria 2.1, si svolse in 4 tappe dal 10 al 13 febbraio 2005 per un percorso totale di 641,6 km, con partenza da Setúbal ed arrivo a Santiago do Cacém. Fu vinto dallo spagnolo Rubén Plaza del team Comunidad Valenciana-Elche, che si impose in 15 ore 7 minuti e 41 secondi alla media di 42,41 km/h.
Al traguardo di Santiago do Cacém 109 ciclisti conclusero il gran premio.

## Tappe
| Tappa  | Data        | Percorso                              | km    | Vincitore di tappa | Leader cl. generale |
| ------ | ----------- | ------------------------------------- | ----- | ------------------ | ------------------- |
| 1ª     | 10 febbraio | Setúbal > Setúbal                     | 163,2 | Fred Rodriguez     | Fred Rodriguez      |
| 2ª     | 11 febbraio | Seixal > Seixal                       | 159,5 | Rubén Plaza        | Rubén Plaza         |
| 3ª     | 12 febbraio | Sines > Sines                         | 158,7 | Cândido Barbosa    | Rubén Plaza         |
| 4ª     | 13 febbraio | Santiago do Cacém > Santiago do Cacém | 160,2 | Bernhard Eisel     | Rubén Plaza         |
| Totale | Totale      | Totale                                | 641,6 |                    |                     |

## Squadre partecipanti
| N.    | Cod. | Squadra               |
| ----- | ---- | --------------------- |
| 1-8   | BPC  | Barbot-Pascoal        |
| 11-18 | CAB  | Carvalhelhos-Boavista |
| 21-28 | ECV  | Comunidad Valenciana  |
| 31-38 | MAD  | Madeinox-A.R. Canelas |
| 41-48 | DUJ  | Duja-Tavira           |
| 51-58 | BTL  | Bouygues Télécom      |
| 61-68 | IMO  | Imoholding-Loulé      |
| 71-78 | MIL  | Milaneza-Maia         |

| N.      | Cod. | Squadra                        |
| ------- | ---- | ------------------------------ |
| 81-88   | FDJ  | Française des Jeux             |
| 91-98   | LAL  | L.A. Aluminios-Liberty Seguros |
| 101-108 | ASC  | ASC-Chenco Jeans               |
| 111-118 | DVL  | Davitamon-Lotto                |
| 121-128 | RGA  | Riberalves-Goldnutrition       |
| 131-138 | PRM  | Paredes Rota Dos Moveis        |
| 141-148 | TBL  | Team Barloworld-Valsir         |

## Dettagli delle tappe

### 1ª tappa
- 10 febbraio: Setúbal > Setúbal – 163,2 km

Risultati
| Pos. | Corridore      | Squadra         | Tempo    |
| ---- | -------------- | --------------- | -------- |
| 1    | Fred Rodriguez | Davitamon-Lotto | 3h47'16" |
| 2    | Bernhard Eisel | Franc. des Jeux | s.t.     |
| 3    | Enrico Degano  | Barloworld      | s.t.     |

| Pos. | Corridore      | Squadra         | Tempo    |
| ---- | -------------- | --------------- | -------- |
| 1    | Fred Rodriguez | Davitamon-Lotto | 3h47'06" |
| 2    | Bernhard Eisel | Franc. des Jeux | a 4"     |
| 3    | Sandy Casar    | Franc. des Jeux | s.t.     |

### 2ª tappa
- 11 febbraio: Seixal > Seixal – 159,5 km

Risultati
| Pos. | Corridore      | Squadra         | Tempo    |
| ---- | -------------- | --------------- | -------- |
| 1    | Rubén Plaza    | Comunidad Val.  | 3h56'15" |
| 2    | Aleksej Markov | Milaneza-Maia   | a 19"    |
| 3    | Bernhard Eisel | Franc. des Jeux | s.t.     |

| Pos. | Corridore      | Squadra         | Tempo    |
| ---- | -------------- | --------------- | -------- |
| 1    | Rubén Plaza    | Comunidad Val.  | 7h43'12" |
| 2    | Bernhard Eisel | Franc. des Jeux | a 28"    |
| 3    | Fred Rodriguez | Davitamon-Lotto | s.t.     |

### 3ª tappa
- 12 febbraio: Sines > Sines – 158,7 km

Risultati
| Pos. | Corridore       | Squadra         | Tempo    |
| ---- | --------------- | --------------- | -------- |
| 1    | Cândido Barbosa | L.A. Aluminios  | 3h43'06" |
| 2    | Enrico Degano   | Barloworld      | s.t.     |
| 3    | Fred Rodriguez  | Davitamon-Lotto | s.t.     |

| Pos. | Corridore       | Squadra         | Tempo     |
| ---- | --------------- | --------------- | --------- |
| 1    | Rubén Plaza     | Comunidad Val.  | 11h26'18" |
| 2    | Cândido Barbosa | L.A. Aluminios  | a 23"     |
| 3    | Fred Rodriguez  | Davitamon-Lotto | a 24"     |

### 4ª tappa
- 13 febbraio: Santiago do Cacém > Santiago do Cacém – 160,2 km

Risultati
| Pos. | Corridore      | Squadra         | Tempo    |
| ---- | -------------- | --------------- | -------- |
| 1    | Bernhard Eisel | Franc. des Jeux | 3h41'23" |
| 2    | Arnaud Gérard  | Franc. des Jeux | s.t.     |
| 3    | Enrico Degano  | Barloworld      | s.t.     |

| Pos. | Corridore      | Squadra         | Tempo     |
| ---- | -------------- | --------------- | --------- |
| 1    | Rubén Plaza    | Comunidad Val.  | 15h07'41" |
| 2    | Bernhard Eisel | Franc. des Jeux | a 12"     |
| 3    | Enrico Degano  | Barloworld      | a 20"     |

## Evoluzione delle classifiche
| Tappa              | Vincitore          | Classifica generale | Classifica scalatori | Classifica a punti | Classifica giovani | Classifica a squadre  |
| ------------------ | ------------------ | ------------------- | -------------------- | ------------------ | ------------------ | --------------------- |
| 1ª                 | Fred Rodriguez     | Fred Rodriguez      | non assegnata        | Fred Rodriguez     | Bernhard Eisel     | La Française des Jeux |
| 2ª                 | Rubén Plaza        | Rubén Plaza         | Rubén Plaza          | Bernhard Eisel     | Rubén Plaza        | Comunidad Valenciana  |
| 3ª                 | Cândido Barbosa    | Rubén Plaza         | Rubén Plaza          | Enrico Degano      | Rubén Plaza        | Comunidad Valenciana  |
| 4ª                 | Bernhard Eisel     | Rubén Plaza         | Rubén Plaza          | Bernhard Eisel     | Rubén Plaza        | Comunidad Valenciana  |
| Classifiche finali | Classifiche finali | Rubén Plaza         | Rubén Plaza          | Bernhard Eisel     | Rubén Plaza        | Comunidad Valenciana  |

## Classifiche finali

### Classifica generale
| Pos. | Corridore       | Squadra         | Tempo     |
| ---- | --------------- | --------------- | --------- |
| 1    | Rubén Plaza     | Comunidad Val.  | 15h07'41" |
| 2    | Bernhard Eisel  | Franc. des Jeux | a 12"     |
| 3    | Enrico Degano   | Barloworld      | a 20"     |
| 4    | Fred Rodriguez  | Davitamon-Lotto | a 24"     |
| 5    | Cândido Barbosa | L.A. Aluminios  | s.t.      |
| 6    | Sandy Casar     | Franc. des Jeux | a 29"     |
| 7    | Aleksej Markov  | Milaneza-Maia   | a 31"     |
| 8    | Stefan Adamsson | Barloworld      | a 34"     |
| 9    | Mark Renshaw    | Franc. des Jeux | a 35"     |
| 10   | Ludovic Auger   | Franc. des Jeux | s.t.      |

### Classifica a punti
| Pos. | Corridore       | Squadra         | Punti |
| ---- | --------------- | --------------- | ----- |
| 1    | Bernhard Eisel  | Franc. des Jeux | 77    |
| 2    | Enrico Degano   | Barloworld      | 69    |
| 3    | Fred Rodriguez  | Davitamon-Lotto | 62    |
| 4    | Aleksej Markov  | Milaneza-Maia   | 47    |
| 5    | Cândido Barbosa | L.A. Aluminios  | 43    |

### Classifica scalatori
| Pos. | Corridore       | Squadra         | Punti |
| ---- | --------------- | --------------- | ----- |
| 1    | Rubén Plaza     | Comunidad Val.  | 8     |
| 2    | Stefan Adamsson | Barloworld      | 7     |
| 3    | Daniel Petrov   | Milaneza-Maia   | 3     |
| 4    | Roger Beuchat   | Barloworld      | 3     |
| 5    | Ludovic Auger   | Franc. des Jeux | 3     |

### Classifica giovani
| Pos. | Corridore      | Squadra         | Punti     |
| ---- | -------------- | --------------- | --------- |
| 1    | Rubén Plaza    | Comunidad Val.  | 15h07'41" |
| 2    | Bernhard Eisel | Franc. des Jeux | a 12"     |
| 3    | Mark Renshaw   | Franc. des Jeux | a 35"     |
| 4    | Arnaud Gérard  | Franc. des Jeux | s.t.      |
| 5    | Bruno Neves    | Madeinox        |           |

### Classifica a squadre
| Pos. | Squadra                        | Tempo     |
| ---- | ------------------------------ | --------- |
| 1    | Comunidad Valenciana-Elche     | 45h24'46" |
| 2    | Riberalves-Goldnutrition       | a 11"     |
| 3    | Française des Jeux             | a 15"     |
| 4    | Milaneza-Maia                  | s.t.      |
| 5    | L.A. Aluminios-Liberty Seguros | s.t.      |